# 華やかな荒野
『華やかな荒野』（はなやかなこうや）は、1974年10月2日から1975年3月26日までTBS系列局で放送されていたテレビドラマである。木下惠介プロダクション（現ドリマックス・テレビジョン）とTBSの共同製作。全20話。放送時間は毎週水曜 22:00 - 22:55 （日本標準時）。

## 概要
中堅の紡績会社「丸和紡績」を主な舞台に、1975年春のファッションテーマ「華やかな荒野」に取り組むプロジェクトチーム「製品事業室」の物語。有能なデザイナーを獲得するために奔走するチームのメンバーの模様を通して、サラリーマンの生きがいと愛などを描いた。当時の最新ファッションが劇中に続々登場していた。
丸和に入社して5年目の滝村は、社内で知り合った幸恵と結婚する約束をしていたが、二人は出かけた先の軽井沢で博子と絢子に出会い、滝村の心は大きく揺れ動く。
古谷一行の初主演ドラマ作品。1974年の「第7回テレビ大賞」において、中野良子の優秀個人賞受賞対象作品となった。

## キャスト
- 滝村達也：古谷一行[5]
- 幸恵：紀比呂子[5]
- 井村博子：中野良子[5]
- 大倉絢子：香山美子[5]（ファッションデザイナー）
- 野見山：植木等[5]（プロジェクトチーム室長）
- 野見山和子：白川由美（野見山の妻）
- 野見山美穂：秋谷陽子（野見山の娘）
- 原田：森本レオ
- 秋津：篠田三郎（滝村の同僚）
- 田村：山本聡（滝村の同期の同僚）
- 杉森（常務）：水島弘
- 小山：井上孝雄
- 吉沢（総務課長）：中井啓輔
- 竹本：荒谷公之（博子の婚約者）
- 宮尾：織田あきら（絢子の助手）
- 朱実：秋吉久美子
- 友子：井原千寿子
- ジャン・セルビエ：ユベール（フランスの一流デザイナー）
- 打海：佐竹明子（帝都物産社員）
- 千代（博子の祖母）：夏川静枝
- 井村継之：鈴木瑞穂（博子の父）

## スタッフ
- 企画：木下惠介[5]
- プロデューサー：飯島敏宏
- 脚本：石松愛弘[5]（全話担当） - 1974年に三笠書房から発売された同名書籍『華やかな荒野』の執筆も担当[6]。
- 音楽：木下忠司
- 演出：阿部祐三[5]、山田高道[5]、桜井秀雄[5]
- 製作：木下惠介プロダクション、TBS

## サブタイトル
| 話数 | 放送日         | サブタイトル         | 演出     |
| ---- | -------------- | -------------------- | -------- |
| 1    | 1974年10月2日  | （サブタイトル無し） | 山田高道 |
| 2    | 1974年10月9日  | （サブタイトル無し） | 阿部祐三 |
| 3    | 1974年10月16日 | （サブタイトル無し） | 阿部祐三 |
| 4    | 1974年10月23日 | （サブタイトル無し） | 山田高道 |
| 5    | 1974年10月30日 | （サブタイトル無し） | 阿部祐三 |
| 6    | 1974年11月6日  | （サブタイトル無し） | 阿部祐三 |
| 7    | 1974年11月13日 | （サブタイトル無し） | 山田高道 |
| 8    | 1974年11月20日 | （サブタイトル無し） | 山田高道 |
| 9    | 1974年11月27日 | （サブタイトル無し） | 阿部祐三 |
| 10   | 1974年12月4日  | （サブタイトル無し） | 阿部祐三 |
| 11   | 1974年12月11日 | （サブタイトル無し） | 山田高道 |
| 12   | 1974年12月18日 | （サブタイトル無し） | 桜井秀雄 |
| 13   | 1974年12月25日 | そして春…            | 桜井秀雄 |
| 14   | 1975年1月1日   | 父と娘               | 山田高道 |
| 15   | 1975年1月8日   | ゆらめき             | 山田高道 |
| 16   | 1975年1月15日  | 遠い償い             | 桜井秀雄 |
| 17   | 1975年1月22日  | 彼方へ               | 山田高道 |
| 18   | 1975年1月29日  | 来訪者               | 桜井秀雄 |
| 19   | 1975年2月5日   | 疑惑                 | 桜井秀雄 |
| 20   | 1975年2月12日  | 渦の中に             | 山田高道 |
| 21   | 1975年2月19日  | 暗雲                 | 山田高道 |
| 22   | 1975年2月26日  | 愛の傷み             | 桜井秀雄 |
| 23   | 1975年3月5日   | 残り香               | 桜井秀雄 |
| 24   | 1975年3月12日  | 春の嵐               | 桜井秀雄 |
| 25   | 1975年3月19日  | 別れの時             | 桜井秀雄 |
| 26   | 1975年3月26日  | さすらい             | 山田高道 |